# Narumi Miura
Narumi Miura (三浦 成美 Miura Narumi?), född 3 juli 1997, är en japansk fotbollsspelare som spelar för NTV Tokyo Verdy Beleza.
Narumi Miura har spelat 28 landskamper för det japanska landslaget.